# Verband Deutscher Betriebs- und Werksärzte
Der Verband Deutscher Betriebs- und Werksärzte e. V. (VDBW) ist der Berufsverband deutscher Arbeitsmediziner. Der Verband organisiert sich in insgesamt zwanzig Landesverbänden sowie weiteren berufsgruppenspezifischen Foren und Arbeitsgruppen, welche die Integration der Vielfalt der arbeitsmedizinischen Praxis in die berufspolitischen Aktivitäten sicherstellt. Die Mitglieder des Verbandes kommen aus allen Bereichen der betriebsärztlichen Tätigkeit, wie internationalen Großunternehmen, Verwaltungen, Betriebsarztzentren, überbetrieblichen Diensten oder aus der freiberuflichen eigenen Praxis.

## Geschichte und Entwicklung
Der Vorläuferorganisationen des Verbands wurde 1949 in Leverkusen gegründet. Nach Kriegsende 1945 war beim Wiederaufbau von Industrie, Wirtschaft und Handwerksunternehmen der Bedarf an Arbeitsmedizinern rasch gestiegen. Dem Verband gehören 3.700 Mitglieder aus Deutschland, Österreich und der Schweiz an. Er repräsentiert damit den größten arbeitsmedizinischen Fachverband Europas.

## Verbandsführung und Schwerpunkte
Am 24. Oktober 2019 wurde der Mediziner Wolfgang Panter von der Mitgliederversammlung als Präsident zum sechsten Mal in seinem Amt bestätigt. Er ist freiberuflich als Betriebsarzt tätig. Ebenfalls wiedergewählt wurde Anette Wahl-Wachendorf für ihre dritte Amtszeit als Vizepräsidentin. Sie ist ärztliche Direktorin des Arbeitsmedizinischen Dienstes der Berufsgenossenschaft der Bauwirtschaft. Dem Präsidium gehören weitere vier Mitglieder an, die einzelne Fachbereiche betreuen.
Der VDBW zeichnet sich durch seine herausragende politische Vernetzung aus. Viele Mitglieder sind als Fachberater in zahlreichen Institutionen tätig, der VDBW seinerseits entsendet Mandatsträger in wichtige fachliche und berufspolitische Gremien und Arbeitsgruppen. Zu den Aufgaben des VDBW gehören die Förderung der Qualität arbeitsmedizinischer Betreuung, die Integration des präventiven Fachgebietes Arbeitsmedizin in das medizinische Versorgungssystem und die Unterstützung von Maßnahmen der Gesundheitsförderung und Prävention in den Betrieben. Der VDBW unterstützt gemeinsam mit anderen maßgeblichen Fachdisziplinen und Institutionen die Gewinnung und Auswertung neuester arbeitsmedizinischer Erkenntnisse sowie deren Weitergabe in die Praxis und wirkt an der Gestaltung arbeitsmedizinischer Programme mit.